# 李養蒙
李養蒙（？—？），號育吾，山西泽州阳城县人，軍籍，明朝政治人物。

## 生平
万历二十五年（1597年）丁酉科山西乡试第五十九名举人，二十九年（1601年）辛丑科進士，都察院觀政，丁憂歸。三十二年初授懷慶府推官，三十四年陕西主考，三十七年河南同考，本年擢户部四川司主事，三十九年管大通桥，四十年升本部山東司员外郎、郎中，四十一年升承天府知府，万历四十五年升本省副使。四十六年丁憂，天啓元年補湖廣副使。

## 家族
曾祖李子仁。祖李珮，寿官。父李国廉（李國濂），百岁翁，赠中憲大夫承天府知府。